# Batista de Lima
José Batista de Lima (Lavras da Mangabeira, 17 de maio de 1949) é um professor e escritor brasileiro. Ocupa a cadeira nº 2 da Academia Cearense de Letras, e ocupa a cadeira nº 36 da Academia Cearense da Língua Portuguesa.

## Biografia
Estudou no Seminário do Crato e concluiu o primeiro grau (ensino fundamental) no Colégio José Waldo Ribeiro Ramos, em Fortaleza. Cursou o segundo grau no tradicional Liceu do Ceará. Aos 26 anos, graduou-se em Letras pela Faculdade de Filosofia do Ceará, em 1975, e em Pedagogia pela UECE, em 1981. Especializou-se em Teoria da Linguagem pela Unifor.
Mestre em Literatura pela Universidade Federal do Ceará, Batista de Lima teve sua dissertação sobre Moreira Campos - A escritura da ordem e da desordem publicada pela Secult em 1993. O trabalho sobre o maior contista cearense, representa hoje excelente fonte de pesquisas sobre o célebre condutor do "fusquinha verde metálico". O então mestrando teve o privilégio de contar com a presença do autor e sua esposa, D. Zezé, em sua defesa.
Além de uma boa formação acadêmica, Batista de Lima se destaca na literatura cearense contemporânea por ser autor de vários livros na modalidade de contos.

## Ensino
É professor comprometido com a formação de seus alunos. Leciona na Uece e Unifor, já tendo ensinado nos colégios Casimiro de Abreu, Brasil, General Osório, Júlia Giffoni e Colégio Militar de Fortaleza.
Lecionou a disciplina de Literatura Cearense na Universidade Estadual do Ceará - UECE.
Atualmente, leciona a disciplina de Linguagem Jurídica e Produção Textual na Universidade de Fortaleza - UNIFOR.

## Obras
- Miranças, 1977,
- Os Viventes da Serra Negra, 1981,
- Engenho, 1984,
- Os Vazios Repletos, 1993,
- Moreira Campos - A escritura da Ordem e da Desordem, 1993,
- Janeiro da Encarnação, 1995,
- O Pescador de Tabocal, 1997,
- A Literatura Cearense e a Cultura das Antologias, 1999,
- O Fio e A Meada: ensaios de Literatura Cearense, 2000,
- Janeiro É um Mês que não Sossega, 2002,
- O Sol de Cada Coisa, 2008,
- Tiborna, 2014,
- Concerto Para Espantos, 2015,
- Taquari do Engenho, 2021,
- Assim Falou Sipaúbas, 2019,
- Uma Casa Toda Mãe, 2022,

Trecho de O Pescador de Tabocal
"O bom pescador pesca peixes e histórias do fundo das águas. O bom pescador cria as águas e as povoa de peixes e histórias"
Trecho de Engenho
"E se a vida é um açude / do encher ao secar / tu és um sangradouro / de abril a maio / um engenho em moagem / alma roupa de viagem / e não há seca que te vença / nem teu costume / de empurrar a sorte de vida afora / pendurando a dor / no cabide da precisão maior"

## Prêmios
1978
- Professor Corujão, Direção do Colégio General Osório.

1981
- 2° colocado no 1° Concurso de Poesia de Araraquara,.
- Concurso para o cargo de professor auxiliar, no setor de estudos de Literatura Brasileira, Departamento de Letras Vernáculas da Universidade Federal do Ceará.
- Professor Modelo, Secretaria de Educação do Ceará.

1985
- Menção Honrosa no Prêmio Estado do Ceará, no gênero poesia, Estado do Ceará
- Cargo de 2° Secretariado, membro efetivo da Academia de Letras e Artes do Nordeste Brasileiro.

1988
- Membro efetivo da Academia Cearense da Língua Portuguesa, ocupando a cadeira 31, Academia Cearense da Língua Portuguesa.

1989
- Menção Honrosa no Prêmio Estado do Ceará, no gênero Ensaio e Estudo Literário

1994
- Integrante da Comissão de Seleção da Área de Literatura do Projeto Cumplicidades, Fundação Joaquim Nabuco / Recife.

1997
- Paraninfo da turma de concludentes de Letras, Universidade Estadual do Ceará (UECE)

1998
- Medalha Boticário Ferreira, outorgada pela Câmara Municipal de Fortaleza

1999
- Membro efetivo do Grupo de Cultura e Identidade que elaborou o Plano Estratégico da Região Metropolitana de Fortaleza
- Membro da Comissão Elaboradora do Projeto de Regimento do Instituto Superior de Cultura e Arte da UECE/ISCA

2001
- Prêmio Osmundo Pontes de Literatura, Academia Cearense de Letras.

## Blog Batista de Lima
https://batistadelima.wixsite.com/meusite
1. ↑  «Academia Cearense de Letras - Site oficial». www.ceara.pro.br. Consultado em 3 de setembro de 2018
2. ↑  «Batista de Lima - Caderno 3 - Diário do Nordeste». Diário do Nordeste. Consultado em 3 de setembro de 2018
3. ↑  Poesia, Jornal da. «Jornal de Poesia - Batista de Lima». www.jornaldepoesia.jor.br. Consultado em 3 de setembro de 2018
4. ↑  A poesia cearense no século XX: antologia. [S.l.]: FCF. 1996. ISBN 9788531204876
5. ↑  «Mais notícias de Cidade: Professor Batista de Lima é agraciado - Cidade - Diário do Nordeste». Diário do Nordeste. Consultado em 3 de setembro de 2018
6. ↑  «Currículo do Sistema de Currículos Lattes (José Batista de Lima)». www2.unifor.br. Consultado em 3 de setembro de 2018